# Winter-Paralympics 2022/Teilnehmer (Iran)
| stlisierte Goldmedaille | stlisierte Silbermedaille | stlisierte Bronzemedaille |
| ----------------------- | ------------------------- | ------------------------- |
| —                       | —                         | —                         |

Der Iran nahm an den Winter-Paralympics 2022 in Peking vom 4. bis 13. März 2022 teil.